# 中国人民解放军东部战区

东部战区地域：江苏省、上海市、浙江省、安徽省、江西省、福建省

中国人民解放军东部战区是中国人民解放军五大战区之一，成立於2016年2月1日，其前身是南京軍區。战区机关驻南京市，领导和指挥华东地区除山东省外的江苏省、上海市、浙江省、安徽省、江西省、福建省等中华人民共和国6个省级行政区的武装力量。戰區由解放軍東部戰區陸軍、解放軍東海艦隊和東部戰區空軍三個下屬單兵種司令部組成，管轄範圍包括東海及台灣海峽。东部戰區戰略的方向是东海和太平洋，參與過多次針對台灣的軍事行動，包括繞台飛行及大型軍事演習。

## 沿革
2016年2月1日，中国人民解放军战区成立大会在北京八一大楼举行。中共中央总书记、国家主席、中央军委主席习近平向东部战区、南部战区、西部战区、北部战区、中部战区授予军旗并发布训令。中共中央政治局委员、中央军委副主席范长龙在大会上宣读了习近平签发的中央军委关于组建战区机关及其领导班子成员任职命令和决定，大会由中共中央政治局委员、中央军委副主席许其亮主持。

## 编制
2016年深化国防和军队改革后，中国人民解放军东部战区设置下列机构：

### 职能部门
- 联合参谋部
- 政治工作部

### 战区军种机关
- 东部战区陆军（机关驻福州市）[6]
- 东部战区海军（机关驻宁波市）
- 东部战区空军（机关驻南京市）

## 历任领导
| 司令员（2016年1月—2019年12月） 1. 刘粤军 上将（2016年1月—2019年） 2. 何卫东 上将（2019年12月—2022年1月） 3. 林向阳 上将（2022年1月—） | 政治委员 1. 郑卫平 上将（2016年1月—2017年8月） 2. 何平 上将（2017年8月—2023年6月） 3. 刘青松 海军上将（2023年6月—） |

| 副司令员 - 杨晖 中将（2016年1月—2018年8月，兼东部战区参谋长，涉嫌违纪违法被查） - 顾祥兵 海军中将（2016年1月—2022年1月） - 孙和荣 空军中将（2016年1月—2020年12月） - 苏支前 海军中将（2016年1月—2017年1月，兼东部战区海军司令员） - 黄国显 空军中将（2016年1月—2021年8月，兼东部战区空军司令员） - 魏钢 海军中将（2017年1月—，兼东部战区海军司令员） - 徐起零 中将（2018年12月—2020年4月，兼东部战区陆军司令员） - 王秀斌 中将（2019年4月—2021年6月，兼东部战区参谋长） - 林向阳 中将（2020年4月—2021年8月，兼东部战区陆军司令员） - 崔玉忠 海军中将（2020年12月—2021年6月） - 王抗平 空军中将（2021年6月—2024年10月） - 洪江强 中将（2021年8月—，兼东部战区参谋长） - 景建峰 空军中将（2021年8月—2021年12月，兼东部战区空军司令员） - 孔军 中将（2021年12月—，兼东部战区陆军司令员） - 吴俊宝 空军中将（2021年12月—，兼东部战区空军司令员） - 王仲才 海军中将 （2022年6月—，兼东部战区海军司令员) | 副政治委员 - 王平 中将（2016年1月—2017年1月，兼东部战区政治工作部主任） - 廖可铎 中将（2016年1月—2019年，兼东部战区陆军政治委员） - 王华勇 中将（2016年1月—2018年7月，兼东部战区海军政治委员） - 刘德伟 中将（2016年1月—2018年7月，兼东部战区空军政治委员） - 尹洪文 中将（2017年8月—，兼东部战区政治工作部主任） - 刘青松 海军中将（2018年7月—2022年1月，兼东部战区海军政治委员） - 袁华智 空军少将（2018年12月—2019年4月，兼东部战区空军政治委员） - 钟卫国 空军中将（2019年6月—，兼东部战区空军政治委员） - 张红兵 中将（2019年12月—，兼东部战区陆军政治委员） |

中央军事委员会纪律检查委员会驻东部战区纪检组组长
- 朱利 少将（2016年—）[25]